# Gerry Lindgren
Gerald „Gerry“ Paul Lindgren (* 9. März 1946 in Spokane, Washington) ist ein amerikanischer Langstreckenläufer, der als bester Highschool Langstreckler galt, Weltrekord lief und elfmal amerikanischer Hochschulmeister (NCAA) wurde. Er wurde 2004 in die National Track and Field Hall of Fame aufgenommen.

## Leben
In seinem letzten Jahr auf der High School lief er 1964 mit 13:44,0 min amerikanischen Highschool-Rekord über 3 Meilen. Dieser Rekord bestand für 40 Jahre. Über 2 Meilen lief er in der Halle 8:40,0 min ebenfalls Highschool-Rekord und verbesserte hierbei den alten Rekord um 43 Sekunden Nach dem Absolvieren der Rodgers High School in Spokane, nahm er ein Leichtathletikstipendium an der nahen Washington State University in Pullman an und dominierte den amerikanischen Langstreckenlauf der Universitäten für 4 Jahre, indem er 11 von 12 Meisterschaftsrennen, an denen er teilnahm (Halle und im Freien), gewann. Er ist der einzige Amerikaner, der in Meisterschaftsrennen sowohl Jim Ryun als auch Steve Prefontaine geschlagen hat.
Lindgren wurde von Tracy Walters trainiert, der ihn frühzeitig zweimal täglich laufen ließ. Er kam dabei manchmal auf bis zu 320 km/Woche, selten auf unter 240 km. Im meist schneereichen Winter in Washington lief er meist in einem Field house auf einer 200 m Aschenbahn mit engen Kurven in einer Halle. Hierdurch kam er auch bereits im Winter in Hochform, was sich jedoch im Sommer negativ auswirkte, da diese Form der Doppelperiodisierung nur eine begrenzte Anzahl von Spitzenleistungen ermöglicht. So gewann er zwar am 25. Juli 1964 über 10.000 m erstmals als Amerikaner im Länderkampf gegen die UdSSR in Los Angeles sowie die U.S. Olympic Trials, bis zu den Olympischen Sommerspielen 1964 in Tokio konnte er jedoch seine Form nicht konservieren und wurde nur Neunter. 1965 wurde er zeitgleich mit Olympiasieger Billy Mills Amerikanischer Meister über 6 Meilen mit der Weltrekordzeit von 27:11,6 min. Lindgren startete bis 1968, als er sich als Fünfter über 10.000 m und Vierter über 5000 m nicht für die Olympischen Sommerspiele 1968 in Mexiko-Stadt qualifizieren konnte.
Nach seinem Bachelorexamen (Politische Wissenschaften mit Russisch als Nebenfach) eröffnete er mit seiner Frau in Tacoma einen Laufschuhladen, Gerry Lindgren's Stinky Foot. 1980 siedelte er nach Hawaii über, wo er Trainer der Frauenmannschaft der University of Hawaii in Honolulu wurde und zusätzlich als Motivationsredner auftritt. Er ist 1,67 m groß und hatte ein Wettkampfgewicht von 54 kg.